# لوك جونز (لاعب اتحاد الرغبي أسترالي)
لوك جونز (بالإنجليزية: Luke Jones)‏ هو لاعب اتحاد الرغبي أسترالي، ولد في 2 أبريل 1991 في سيدني في أستراليا.

## وصلات خارجية
- لوك جونز عل موقع إسبنسكروم (الإنجليزية)
- لوك جونز على موقع ItsRugby.co.uk (الإنجليزية)